# 擺接義塚大墓公
24°58′05″N 121°26′26″E / 24.968056°N 121.440495°E
擺接義塚大墓公，又名土城大墓公、大安寮庄大墓公、埤塘義塚，是位於臺灣新北市土城區埤塘里的墓場與大眾廟，與林爽文事件、漳泉械鬥有關，為土城、中和、板橋的閩南漳州人後裔的共同信仰中心，由三地官方負責輪流管理。

## 歷史
土城過去與中和、板橋都屬於擺接堡，為林爽文事件的戰場之一。因戰亂屍橫遍野，連溝圳都有土虱躲在頭顱內，遂流傳下俗諺：「土虱都藏在溝渠中死人之頭顱內。」、「土虱好吃，死人骨頭沒那麼多。」
相傳當時林爽文事件平定後，清廷諭令當地屍體不得安葬。數年後才由地方士紳上奏朝廷，指多有無辜民眾與支持清軍的士兵也在其中，清廷才諭令准予收屍。鄉民始將骸骨擇地集中合葬，清廷稱之為「義塚」，並賜名為「萬善同歸墓」，故墓碑銘文「奉恩憲札諭埋葬，難民萬善同歸墓」。
多數的文獻以及土城地方的耆老，大多認為大眾墓所葬的是林爽文事件中被天地會殺害、或被官兵誤認為會黨而遭殺害的難民，如臺灣日治時期的《臺北廳志》、廟方的《祭祀公業埤塘大墓公沿革》，以及臺灣戰時期後的《臺北縣志》、林衡道與郭喜雄的《臺灣古蹟集‧第一輯》等。新北市議員林銘仁、時任廟方管理人主席的盧嘉辰、廟務人員等也持此說。
《土城祀義塚·擺接慶中元—土城大墓公沿革與2012年中元祭典》的作者謝宗榮，在參考閩浙總督常青於乾隆五十一年十二月二十四的奏摺與《淡水廳志》卷十四〈祥異考〉記載天地會與清軍、支援清軍的民軍在擺接地區有過激烈戰鬥、天地會於柑林埤（今土城學府路一帶）溺死殆盡，結論此墓死難者應多為林爽文事件之抗清人士。
後來，臺北盆地的漳州移民常與泉州人發生分類械鬥，其遺骨也被收至義塚之中，終成為大墓公信仰的主要部分之一。如咸豐三年（1853年），大墓公一帶因水源問題的漳泉械鬥，一些人將親友屍首就地埋葬在大墓公，改至宜蘭落地生根。
2013年報導時，《台灣壹週刊》調查大墓公擁有一百多座清治至日治時的古墓。最早的大眾墓立於乾隆五十四年（1789年）己酉孟夏（陰曆五月），與林爽文事件平定時間相去僅一年多。也有嘉慶十年（1805年）更立，款識為「清嘉慶拾年三月清明日再立」、「難民萬善遺體」的墓碑。
另一說此地大墓公的建立由來，是乾隆時代在擺接堡就發生泉漳械鬥。在李添春1956年所編《臺灣省通志稿》卷二〈人民志宗教篇〉（1956年）記載：「臺北縣土城鄉埤頭大墓公－此是乾隆年間，泉漳分類械鬪時，奉祀漳人戰死者之靈骨。」之後1992年，瞿海源所編的《重修臺灣省通志》卷三〈宗教篇〉亦延續此說。但擺接地區在乾隆年間並無漳泉械鬥的史料記載。

## 祭祀
過去，土城大墓公南方山區為臺灣原住民蟠踞，時常出草攻擊，墾戶林清和乃設隘寮，並祈求義塚公庇護，後來原住民遠徙，大墓公之香火亦因此而日益興盛，遂成為擺接十三庄的漳州籍移民聚落信仰中心之。此墓又名「大安寮庄大墓公」，與中和廣濟宮、及板橋接雲寺、板橋慈惠宮、枋橋街文昌廟合稱「擺接堡五大廟」。其墓祭祀範圍廣及擺接堡的土城、板橋、中和三區，但土城區頂埔里的泉州安溪人、永和區溪洲地區與板橋區江子翠的泉州同安人，就因為屬於不同族群，故未參與祭典事務，有臺諺云：「同安人祖，漳州人重普」。貫通土城的中央路分成四段，一到三段多為漳州人後裔，四段則是信仰清水祖師的安溪人後裔居多。
每年農曆三月二十二的大墓公忌辰祭祀法會，過去逃至宜蘭礁溪鄉九位游姓先民後代會出席。農曆七月十三過去會獻普搶孤。《臺灣日日新報》1926年8月24日對土城庄埤塘（今埤塘里一帶）報導，以「土城庄埤塘義塚」稱呼此墓，標題則寫〈搶孤蠻俗〉。據傳以前普渡時，會打開大墓公龕的墓頂，但有日本人講會使靈氣散失，此後大墓公從此就沒再打開墓頂。
1934年鈴木清一郎在所寫的《 台灣舊慣冠婚葬祭年中行事》，提及北臺灣搶孤出名，有三地方，為板橋接雲寺、土城、宜蘭頭城。日治末期官方將搶孤風俗更改為中元節獻普，沿革至今改以超渡法會、放水燈祭祀水底冤魂。中元祭祀時，里長們會以擲杯選定值年爐主、主會、主壇、主醮、主普這四大柱首。因地方繁榮、人口激增，參加普渡信徒眾多，普度地點1979年改由三鄉鎮市1輪值辦理：板橋輪值時在華江碼頭放水燈；由中和辦理時於秀朗橋下放水燈；土城輪值時則至城林大橋放水燈。
2003年5月12日，用途為拜祭活動的醮壇落成，板橋市長林鴻池、中和市長呂芳煙、土城市長盧嘉辰、中國國民黨秘書長林豐正、縣黨部主委黃昭元等人參加。
部分出身土城的企業家也都是大墓公的忠實信徒，包括曾代工蘋果手機觸控面板的宸鴻老闆江朝瑞、皇翔建設老闆廖年吉。警方也會來此祭拜以求破案，一次燒香時剛好接獲線報，逮捕一名躲在此廟黑犬像旁涼亭的性侵犯。推廣林爽文、天地會文化的台北縣林爽文文化推展協會也曾來此祭拜。
2012年，新北市政府民俗及有關文物審議委員會審議通過，將此廟的中元祭典以「土城大墓公中元祭典」之名登錄為新北市文化資產的民俗及有關文物。

## 資產
早期大墓公管理者購買田產收租佃，並且由地方捐地出糧，累積大批土地。如地方習稱「大墓公山」的土城永寧路海山煤礦後山大片土地，該山麓也作為立法委員林慎母親等人的墓地。
大墓公山從1921年就開放佃農租賃造林，但在1971年收了最後一次租金後，隔年及1964年，共三筆土地被佃農擅自轉租、轉讓擅自濫墾濫蓋，開牧場、興建十多棟別墅和透天厝。1991年又違法興建兩棟占地共998坪、違建的大別墅。廟方1992年提告，一度勝訴又敗訴。隨著土地增值，一戶別墅以新台幣兩千兩百萬元轉手，2002年又繼續加蓋。2003年廟方年再度提告，在黏舜權律師協助下，掌握佃農昔日擅自轉租、轉讓的證據，在2007年打贏官司，2013年由法院執行強制拆屋還地給土城大墓公。
2002年報導時，大墓公管理委員會公布的資產負債表，有現金存款新台幣五千六百多萬元、2001年公告現值十一億八千多萬元的土地、五千二百九十九萬元的房屋，台泥六萬多股股票、台紙六千多股股票、農林七千多股股票、工礦五千多股股票，每年土地租金收入二百六十九萬元、房屋租金收入一百卅二萬元、大樓租金收入二百萬元及香油錢約一百廿萬元。
台北捷運土城線開通後，離永寧站不遠的大墓公，廟產土地價格翻倍飆漲。2013年報導時，《台灣壹週刊》調查大墓公擁有商業大樓、停車場，加上二十間透天厝民宅、及面積二十九甲的山坡地、工業區用地、水田等，土地還無償出借給社區當活動中心及公園，估土地房產土地房產新台幣四十億元，每月租金收入百萬餘元，為全國最有錢的陰廟。

## 管理
大墓公由土城、中和、板橋三地首長輪流管理，這是早先日治時期政府就有的規定，但廟產則不屬於公家。
2002年3月，盧嘉辰上任土城市長，本應繼前土城市長劉朝金管理大墓公，但管理委員會在同年4月17日以即將辦寺廟登記、草擬「義塚大墓公廟組織章程」，臨時取消首長接任，引爆紛爭。盧嘉辰接任管理人主席後，近新臺幣6,000萬元廟產驟減至2,000多萬元。2008年，大墓公無法繳付672萬地價稅，爆發管理人爭議。
盧嘉辰2008年3月當選立法委員後，在該年中元普度拒絕辦理移交，除引發板橋市長江惠貞、中和市長邱垂益寄存證信函，也引起台北縣長周錫瑋、中國國民黨縣黨部主委蔡家福在8月協調。次年1月，盧嘉辰到大墓公更換辦公室門鎖，被江惠貞、邱垂益兩人控告濫用立委權勢、霸佔大墓公辦公室、恐嚇及驅離女會計等。盧嘉辰與多位土城里長解釋只願將管理權交給土城人，絕不能讓外人來接管理人主席。兩方對簿公堂，最後法院判決盧嘉辰不具管理權。至於，盧嘉辰擔任大墓公主任管理帳目遭質疑不清楚，法院查無不法而不起訴。喧騰許久的神明會大墓公管理人之爭，直到2010年才接給原先不願意接任的土城市代理市長王澤民。該年，廟方坦言近年大墓公管理權之爭，讓信眾減少。
臺北縣升格為直轄市新北市，土城亦改制為土城區，王澤民在土城區長任內病故，續任區長邱武全卻未在大墓公擔任職務，讓擁有超過卅億元資產的大墓公管委會主委與基金會董事長，成為覬覦對象。大墓公的神明會想計畫成立財團法人，脫離官方控制，但被新北市政府以「必須將現任區長納入為董事」為由拒絕，導致曾任土城市長及國代、時任大墓公董事長的盧國雄不滿朱立倫市長。2014年2月25日，新北市土城、三峽等地區被發送大量的夾報，呼籲新北市長朱立倫、新北市議員林銘仁與黃永昌莫阻礙大墓公的發展。

## 軼事

### 黑犬
堪輿師認為此廟地是「狗穴」，廟前噴水池為狗喝水的盆子，廟旁公園兩座小丘是糯米糰。住持陳財寶表示，昔日械鬥時有一條大黑狗守屍不肯離去，墓建好後牠仍然守在墓邊直至老死，人將牠埋在墓穴內。1994年，管委會花費近新台幣百萬，在廟旁公園入口建立一樓高的黑色公犬雕像。犬身材質為水泥、犬眼以鮑魚殼製成、生殖器材料為銅質。
進入公園的旅客需彎腰通過黑犬像腹下，多人會「扶」著生殖器通過。有不孕婦因此認為摸過銅狗生殖器後才受孕產子，還拿油飯酬謝。「銅狗送子」的說法吸引更多信徒前來求子。台灣俚語有「查埔人摸狗卵賺千萬，查某人摸狗卵生卵芭。」、「摸狗卵大富大貴，摸狗卵趕緊做阿爸。」
因彩迷認為黑犬像有靈，可透露中獎資訊，廟遂被彩迷稱為「神犬宮」、明牌稱為「神犬牌」或「神犬宮牌」。之前大家樂風行時，就有不少人彩迷常前往此廟看香灰猜中獎數字。2002年1月22日樂透彩首期，在開出前當日下午就有《聯合晚報》報導此廟的明牌。恰巧，該些數字出現在第一期樂透彩的四組號碼，許多樂透彩迷趨之若鶩。第二期也剛好中獎，讓彩迷為之瘋狂。因多次中獎，該廟聲名大噪。有彩迷聞訊後想來求明牌，卻不知此廟真正名稱，以「神犬宮」之名找路，因此迷路。廟方管理委員會表示不主動提供明牌讓信眾簽注，若彩迷自行臆測摸索，也只有祝福。
彩迷將得來的香灰數字亦附會與時事有關：如331大地震次日，彩迷觀察香爐後形似「351」，因此聯想在一起；兩岸三通不積極，香灰出現「0」，代表神犬預言「一切歸零」，暗示數字「10」；911事件不久，開出 「1」、「9」 、「0」 ，彩迷稱奇；2002年中華民國直轄市市長暨市議員選舉結束時香灰出現「9」，配合台北市長馬英九連任；出現「8」，彩迷們猜想是2004年冬颱「遇水則發」；香爐牌示有「3」，逢端午節來臨，彩迷推測該數字與划龍舟有關。求出的牌若不準，也有彩迷解釋神明故意懲罰取巧求明牌的人。

## 外部連結
- 土城大墓公中元祭典－文化部文化資產局 （页面存档备份，存于）